# Kamienica Zalmana Nożyka w Warszawie
Kamienica Zalmana Nożyka – zabytkowa kamienica znajdująca się przy ul. Próżnej 9 w Warszawie.

## Opis

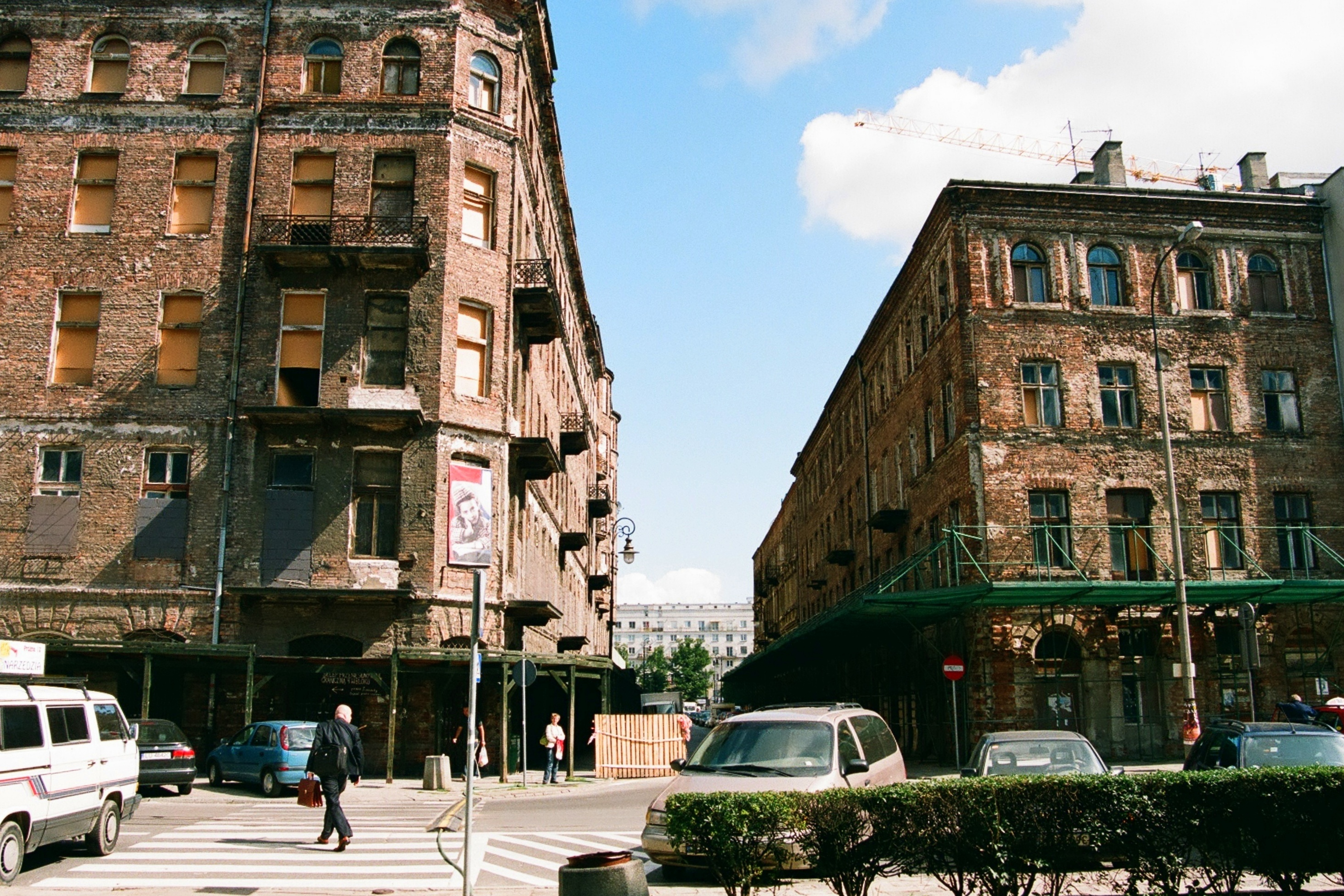
Kamienica (z prawej) przed rewitalizacją (2007)

Powstała według projektu Franciszka Braumanna. Jej właścicielem był Zalman Nożyk, fundator pobliskiej synagogi przy ul. Twardej 6. 
Kamienica przetrwała zagładę warszawskiego getta. 
W 1987 roku kamienica została wpisana do rejestru zabytków.